# دادابای نائوروجی

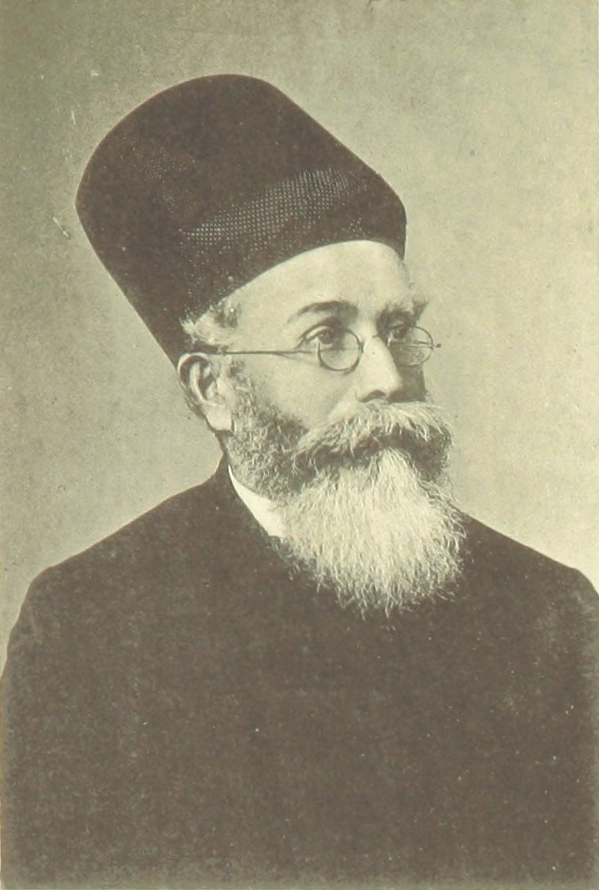
دادابای نائوروجی

دادابای نائوروجی (به هندی: दादा भाई नौरोजी) زاده ۴ سپتامبر ۱۸۲۵ – درگذشته ۳۰ ژوئن ۱۹۱۷، از پارسیان هند و نخستین آسیایی‌تباری بود که به عضویت مجلس عوام بریتانیا در آمد. وی هم‌چنین یکی از اعضای مؤسس کنگره ملی هند بود.

## مجلس عوام بریتانیا
وی از سال ۱۸۹۲ (میلادی) تا ۱۸۹۵ (میلادی) به عضویت مجلس عوام بریتانیا از حزب لیبرال بریتانیا درآمد.